# Ramūnas Stapušaitis
Ramūnas Stapušaitis (* 1990) ist ein litauischer Badmintonspieler. 

## Karriere
Ramūnas Stapušaitis gewann von 2006 bis 2009 sechs Juniorentitel in Litauen. Bereits als Junior erkämpfte er sich 2008 auch seinen ersten Titel bei den Erwachsenen. Weitere Siege folgten 2011 und 2012. Er spielte zusammen mit seiner Schwester Akvilė Stapušaitytė (* 1986). Stapušaitis wuchs in Tauragė auf. Rr studierte an der VU TVM und lebte dann in Niederlanden.  2013 kam er nach Vilnius und arbeitet als Trainer an der Badminton-Akademie in der SEB arena in Viršuliškės.

## Sportliche Erfolge
| Saison | Veranstaltung                  | Disziplin    | Platz | Name                                      |
| ------ | ------------------------------ | ------------ | ----- | ----------------------------------------- |
| 2008   | Litauen: Einzelmeisterschaften | Herrendoppel | 1     | Ramūnas Stapušaitis / Paulius Geležiūnas  |
| 2011   | Litauen: Einzelmeisterschaften | Mixed        | 1     | Ramūnas Stapušaitis / Akvilė Stapušaitytė |
| 2012   | Litauen: Einzelmeisterschaften | Mixed        | 1     | Ramūnas Stapušaitis / Akvilė Stapušaitytė |